# Cor (símbol)
El cor (♥) és un símbol modern que ha agafat gran part dels trets que els antics atribuïen al cor i n'ha afegit d'altres bàsicament relacionats amb els sentiments. La seva representació vol imitar el cor real, però d'altres creuen que té l'origen en els llavis femenins, basant-se en monedes sumèries i cirenes on representa a la dona.

## El cor en l'antiguitat
Per als egipcis, el cor era el centre de la vida i tenia moltes de les funcions que avui dia s'atribueixen al cervell (com la de recordar, per exemple). El dia del judici final, Maat pesava el cor per determinar si la persona havia obrat correctament o no i si calia condemnar-la o permetre-la anar al paradís. D'aquesta mitologia es conserva la imatge de cor com a sinònima de consciència, molt usual a la literatura i les frases fetes.
Gal·lè va afirmar que el cor era l'origen de les emocions, connotació que s'ha mantingut malgrat els avenços científics. Alguns grecollatins afirmaven que era l'allotjament de l'ànima.

## El cor modern
El cor es representa de color vermell (per la sang del seu origen anatòmic però també per la connotació de força i passió). Des del romanticisme, és la icona de l'amor de parella. Sovint apareix travessat per una fletxa, per influència de Cupido, la versió romana del déu Eros, encarregat d'emparellar les persones llençant-los fletxes de passió.
Es va popularitzar gràcies a un anunci (I♥NY) de Milton Glaser, on ja es llegia com "estimo" literalment. És un símbol present sobretot en la cultura juvenil. El cor trencat o ratllat pot voler dir amor no correspost o decepció.
Com que el cor també és un pal de la baralla de cartes francesa (equivalent a la copa), diverses paròdies han agafat altres pals per significar altres sentiments, com per exemple usar les piques per indicar odi (és un cor negre i invertit).